# Aigan

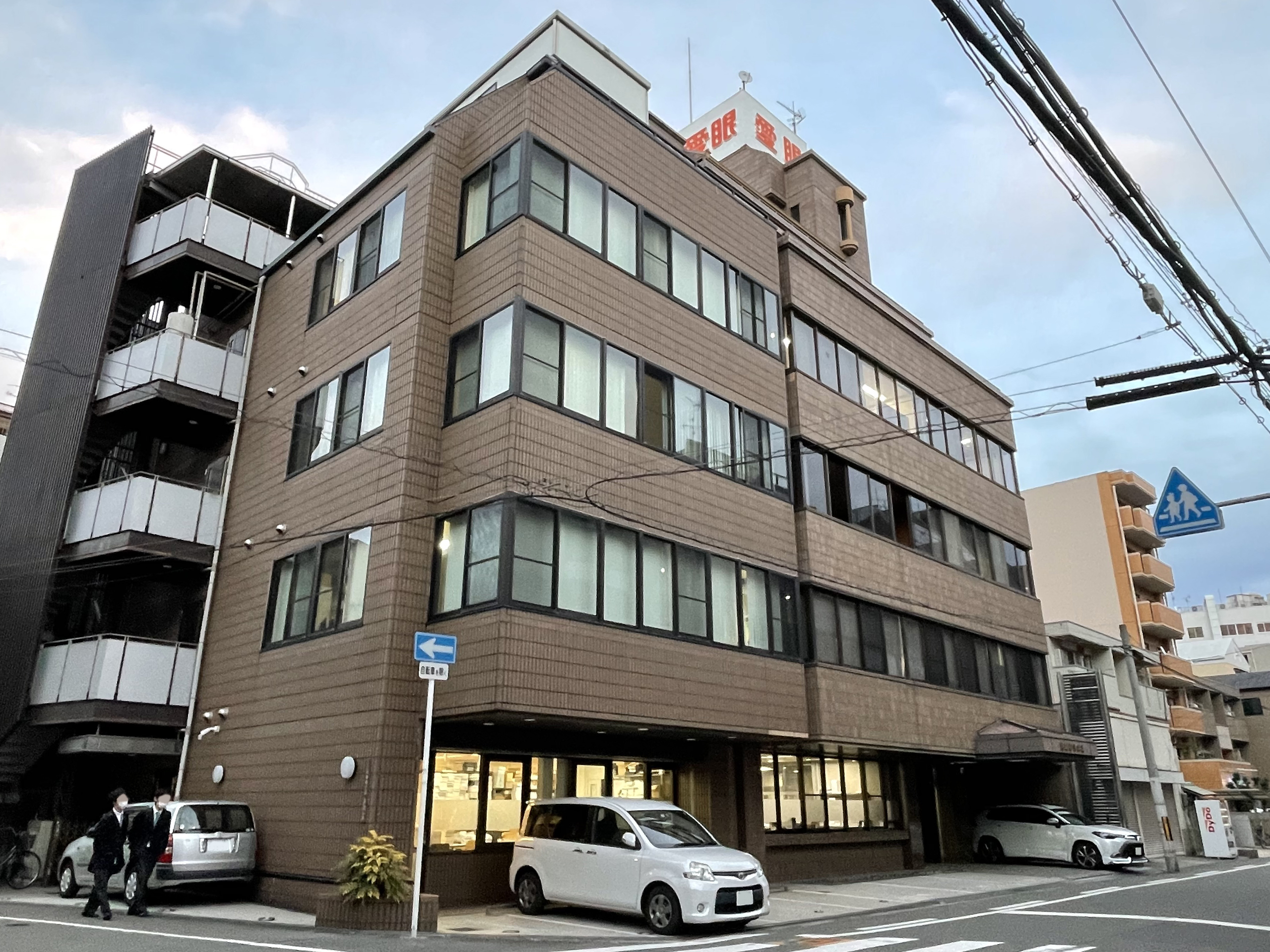
Siège d'Aigan

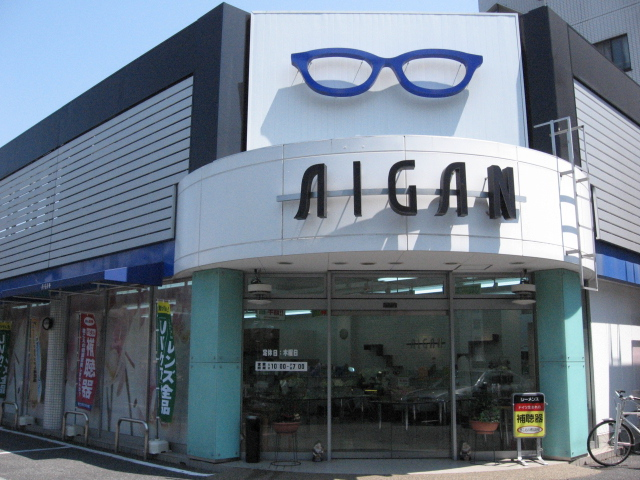
Magasin Aigan à Nerima, Tokyo

Aigan Co., Ltd. (愛眼株式会社, Aigan Kabushiki gaisha) (TSE : 9854) est une chaîne japonaise de commerce de détail qui vend des lunettes. La société est basée dans l'arrondissement Tennōji-ku, à Osaka. Aigan est notamment connu pour ses lunettes Star Wars